# Calliandra brevipes
Calliandra brevipes är en ärtväxtart som beskrevs av George Bentham. Calliandra brevipes ingår i släktet Calliandra och familjen ärtväxter. Inga underarter finns listade i Catalogue of Life.